# Clerodendrum sahelangii
Clerodendrum sahelangii là một loài thực vật có hoa trong họ Hoa môi. Loài này được Koord. ex Bakh. mô tả khoa học đầu tiên năm 1921.